# روجر براون (ممثل)
روجر براون (بالإنجليزية: Roger Browne)‏ هو ممثل أمريكي، ولد في 13 أبريل 1930 في الولايات المتحدة.

## وصلات خارجية
- روجر براون (ممثل) على موقع IMDb (الإنجليزية)
- روجر براون (ممثل) على موقع قاعدة بيانات الفيلم (الإنجليزية)